# Strictly Come Dancing: It Takes Two
Strictly Come Dancing: It Takes Two,  también conocido como Strictly: It Takes Two o simplemente It Takes Two, es un programa de televisión británico, el show complementario del popular programa de BBC One, Strictly Come Dancing. Se emite durante las noches de la semana durante la ejecución del programa principal en BBC Two a las 6:30 p. m.. Claudia Winkleman presentó originalmente el programa, sin embargo se fue en 2011 y ahora presenta el show principal. Desde 2011, Zoë Ball ha presentado el programa.
Antes de 2010, la BBC Two Scotland no emitió el programa los jueves, cuando la programación de lenguaje gaélico producida localmente se emitió en la ranura en lugar de otro, aunque durante las series 2008 y 2009 el programa del jueves por la noche fue llevado como un flujo digital alternativo a través de BBC Red Button.
It Takes Two comenzó a transmitirse durante la segunda serie del programa principal, reemplazando el show complementario de la primera serie, Strictly Come Dancing: On Three, que había sido transmitido por el canal digital BBC Three y siendo presentado por Justin Lee Collins.

## Sinopsis del programa
El programa cuenta con entrevistas y material de entrenamiento de las parejas que compiten en el programa principal del sábado por la noche, opiniones de los jueces en el programa del sábado anterior y el material de entrenamiento para la próxima semana, además de entrevistas con celebridades que han estado viendo el espectáculo.
El programa cuenta con episodios de media hora de lunes a jueves, con un episodio de una hora extendido el viernes frente a una audiencia de estudio en vivo.
En 2016, Zoë Ball se ha unido cada semana por los expertos regulares de baile, Ian Waite, Karen Hardy, Neil Jones y Chloe Hewitt, con el exconcursante Gethin Jones que aparece en cada episodio del viernes.
Para la nueva serie en el otoño de 2017, el programa se trasladará al recientemente reformado Studio TC2 en el complejo de Television Centre en West London.

## Segmentos actuales

### Segmentos de estudio
- Tunes el martes: El martes, por lo general hay un vistazo de algunas de las canciones, también hay un clip de ensayos profesionales.

- Waite's Warm-Up: Cada miércoles (y el jueves anterior en la serie), Ian Waite revisa la grabación de la sala de entrenamiento de las parejas hasta donde ellos practican sus bailes y sugiere áreas en que necesitan hacer mejoras.

- Karen's Choreography Corner: Cada martes (y el lunes anterior en la serie), Karen Hardy, una exbailarina profesional en Strictly Come Dancing, revisa la coreografía de la semana anterior.

- Puttin' on the Glitz (with Vicky Gill): El jueves, normalmente hay una charla con la diseñadora de vestuario Vicky Gill.[5]

- Friday Panel: El viernes, tres o más admiradores de la serie revisan la música, el vestuario y la sala de entrenamiento de las celebridades antes del programa del sábado.

### Otros segmentos recurrentes
- Strictly Pro Challenge: Los bailarines profesionales ponen varias técnicas diferentes de baile a prueba el uno contra el otro en una competición anual.

- Global Glitterballs: Un vistazo a las diferentes versiones de Strictly Come Dancing de todo el mundo.

- Booth of Truth: Los bailarines profesionales entran cada uno en un stand y se hacen preguntas individuales sobre los hábitos personales de los otros profesionales.

- Janette and Melvin's Cha Cha Chart Show: La bailarina profesional Janette Manrara y su pareja de 2016, Melvin Odoom, acogen una cuenta regresiva basada en gráficos de varias presentanciones pasadas y momentos icónicos de Strictly.

## Segmentos anteriores
- Len's Masterclass: El juez principal Len Goodman tuvo un spot semanal con Claudia Winkleman, en el que demostró los bailes que se realizarán el sábado siguiente. Esto ha sido descontinuado desde que Zoë Ball se hizo cargo del papel de presentadora.

- Stat Man: Russell Grant apareció en la serie de 2012 con una guía para el número de ganadores de Strictly.

- Dance Mat Challenge: Los bailarines profesionales fueron desafiados a ponerse en una estera de baile electrónica y tratar de encabezar una tabla de clasificación.

En 2013, una nueva característica fue mostrada, donde la bailarina Natalie Lowe se puso un desafío en enseñar a una pareja normal, conocida sólo como Gordon y Mel de Southampton, cómo bailar antes de su boda.
En 2014, Robin Windsor se puso un desafío para enseñar a los maestros de una escuela a bailar para una actuación escolar.
- Craig's Rev-alations: Todos los lunes, el juez Craig Revel Horwood revisó la coreografía anterior de las celebridades, las presentacines y el material de la sala de entrenamiento.

Un segmento de teléfono en vivo que aparece durante la serie de otoño de 2004 del programa principal, donde los espectadores podían hablar con los participantes al aire.

## Índices de audiencia
El programa promedia entre dos y tres millones de espectadores cada noche y es regularmente el programa más visto del día en la BBC Two.